# Ängeskär, Åland
Ängeskär är en ö i Åland (Finland). Den ligger i Ålands hav eller Bottenhavet och i kommunen Hammarland i landskapet Åland, i den sydvästra delen av landet. Ön ligger omkring 35 kilometer nordväst om Mariehamn och omkring 310 kilometer väster om Helsingfors.
Öns area är 49,4 hektar och dess största längd är 1,5 kilometer i nord-sydlig riktning. Ön höjer sig omkring 10 meter över havsytan.